# Лінивка-смугохвіст чорнощока
Лінивка-смугохвіст чорнощока (Nystalus chacuru) — вид дятлоподібних птахів родини лінивкових (Bucconidae).

## Поширення
Вид поширений в Бразилії, Болівії, Парагваї, на крайньому північному сході Аргентини та ізольована популяція у Перу. Населяє тропічні та субтропічні сухі ліси, субтропічні та тропічні вологі ліси, галерейні ліси, тропічну савану та сильно деградований колишній ліс.

## Опис
Птах завдовжки близько 21-22 см і вагою близько 48-64 г. Голова відносно велика, із темно-коричневою решітчастою короною. Щоки з двома чорними смугами, що межують з білою горизонтальною смугою. Потилиця і горло білі, поєднані тонким білим коміром. Спина коричнева з темними смужками. Нижня частина тіла білувато-сірувата з чорнуватими прожилками. Дзьоб помаранчевий, на верхівці дещо чорнуватий.

## Спосіб життя
Трапляється під пологом лісу, хоча нерідко спускається на землі. Харчується комахами та їхніми личинками, та іншими дрібними членистоногими. Гніздо облаштовує у термітниках на деревах. Самиця відкладає 2 або 3 яскраво-білих яйця. Насиджують та доглядають за молоддю обидва батьки.

## Підвиди
- Nystalus chacuru uncirostris (Stolzmann, 1926) — південний схід Перу, північний схід Болівії та прилеглі райони західної Бразилії.
- Nystalus chacuru chacuru (Vieillot, 1816) — південь Бразилії, схід Парагваю та північний схід Аргентини.